# Dmitrij Buławka-Fankidejski
Dmitrij Buławka-Fankidejski – polski artysta, rzeźbiarz zawodowo związany z Akademią Sztuk Pięknych w Gdańsku. Zajmuje się rzeźbą, instalacjami, malarstwem, ceramiką oraz tworzy rzeźby z metalu. Dla swoich prac konstruuje i buduje piece do wypalania ceramiki i topienia metali.

## Biografia
Dmitrij Buławka-Fankidejski w 2008 roku ukończył Zespół Szkół Plastycznych im. Józefa Brandta w Radomiu (dyplom z wyróżnieniem). Jeszcze w tym samym roku rozpoczął studia na Wydziale Rzeźby i Intermediów Akademii Sztuk Pięknych w Gdańsku. W czasie studiów zaczął tworzyć duże obiekty ceramiczne lub metalowe oraz instalacje z soczewek wodnych. W 2016 roku obronił pracę dyplomową na Akademii Sztuk Pięknych w Gdańsku pt. „Pytanie o przestrzeń”, za którą otrzymał „Nagrodę Rektorów ASP”. W 2019 roku współtworzył artystyczny plener „Ceramika Alternatywnie” – projekt organizowany wspólnie z Akademią Sztuk pięknych w Gdańsku. W 2020 roku rozpoczął pracę na stanowisku Asystenta w Pracowni Podstaw Rysunku na Wydziale Rzeźby i Intermediów Akademii Sztuk Pięknych w Gdańsku.

## Nagrody
- 2016 – Nagroda Rektorów ASP – za pracę „Pytanie o przestrzeń” – Najlepsze dyplomy Akademii Sztuk Pięknych 2016[3].
- 2021 – The 3rd Bon Art project „Transformation” – za pracę „Question about Space” cycle 2020[4].

## Znane prace
- 2016 – „Pytanie o przestrzeń” – cykl prac z rzeźby pełnej wykonanej z ceramiki zanurzonej w soczewkach wodnych[3].
- 2018 – „Metamorphosis” z cyklu „Pytanie o przestrzeń”, 2015-2017 – Kompozycja składa się z jedenastu rzeźb w formie soczewek wodnych. Powstałe obiekty częściowo wnikają w przestrzeń soczewek stworzonych przez artystę. Jest to swoisty „zapis eksperymentalny”. Rzeźby poddawane są próbie czasu, m.in. zachodzi proces degradacji materiału (niszczenie przez korozję). Paradoksalnie, środowisko wodne sprzyjające korozji i destrukcji może stać się przestrzenią bezpieczną. Soczewka zaburza pełną, realną percepcję wnętrza obiektu”[5].
- 2020 – „Question about Space” cycle 2020[4].
- 2021 – Pomnik Ayrtona Senny w Wałbrzychu[6].

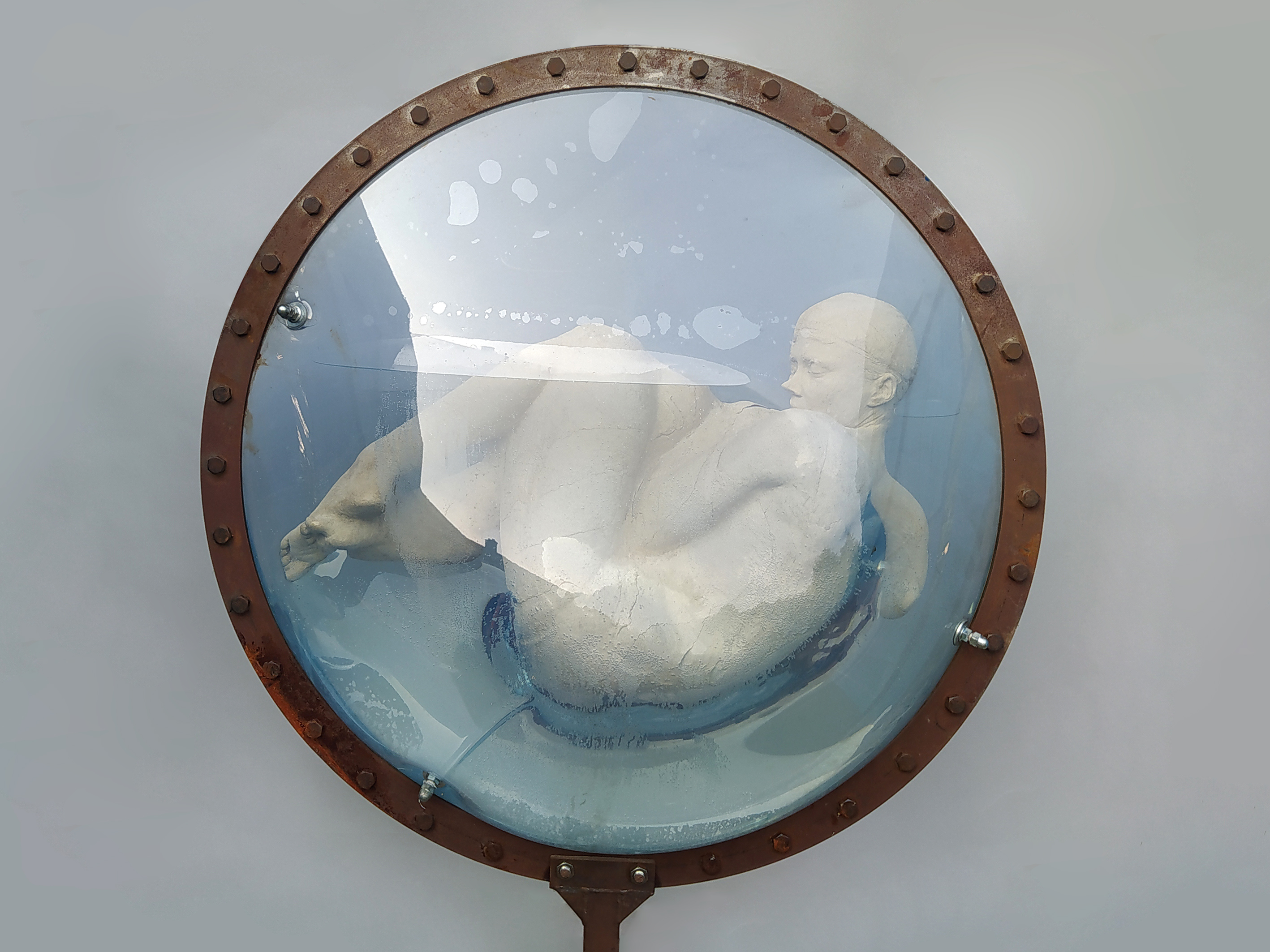
„Question about Space” cycle 2020, Dmitrij Buławka-Fankidejski, istalacja artystyczna, ceramika, soczewka wodna

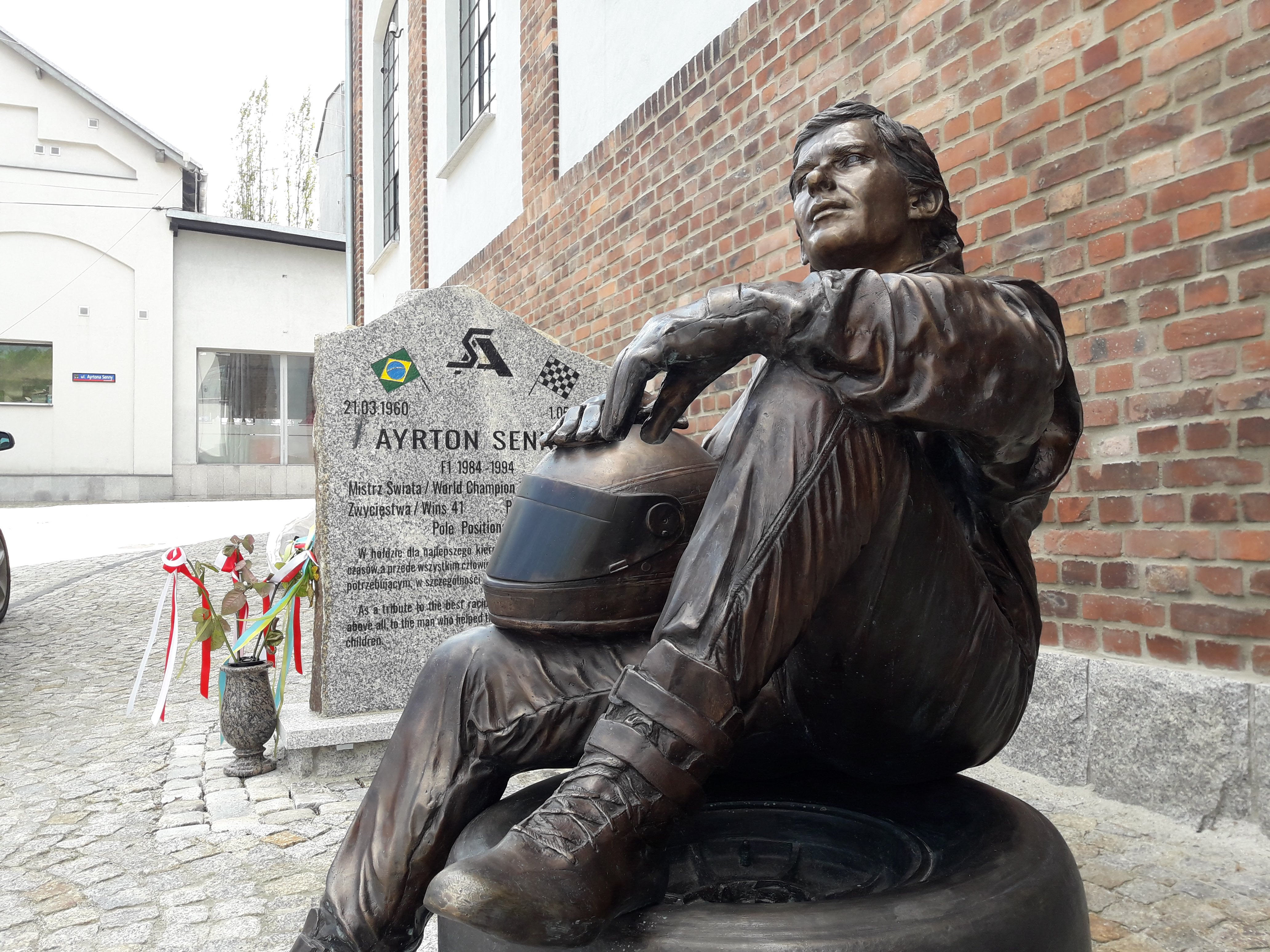
Pomnik Ayrtona Senny w Wałbrzychu, 2021, Dmitrij Buławka-Fankidejski, naturalnej wielkości pomnik z brązu przedstawiający Ayrtona Sennę

## Najważniejsze wystawy
- 2018 – Wystawa laureatów i finalistów Międzynarodowego Konkursu na Eksperyment w Sztukach Wizualnych – „Próba 3” – dzieło „Metamorphosis”[5]
- 2019 – Cluj Ceramics Biennale[7].
- 2021 – The 3rd Bon Art project „Transformation” – „Question about Space” cycle 2020 („Pytanie o przestrzeń”)[4].

## Udział w projektach
W latach 2014–2018 Dmitrij Buławka-Fankidejski uczestniczył w projekcie „Gdańskie Fasady Odnowa”, który dotyczył odnowy elewacji budynków w obszarze Głównego Miasta w Gdańsku. Stworzył wraz z żoną Alicja Buławka-Fankidejska obiekty ceramiczne i aluminiowe na elewacjach budynków przy ulicy Ogarnej, Szerokiej, Rybackie Pobrzeże i Świętojańskiej w Gdańsku (2014-18).